# دانيال موحدي
دانيال موحدي (بالإنجليزية: Daniel Movahedi؛ مواليد 26 يونيو 1985) هو مُقاتل فنون قتالية مختلطة إنجليزي.

## وصلات خارجية
- دانيال موحدي على موقع شيردوغ (الإنجليزية)
- دانيال موحدي على موقع Tapology.com (الإنجليزية)
- دانيال موحدي على موقع IMDb (الإنجليزية)